# Rembrandt (cráter)
Rembrandt es un cráter del planeta Mercurio de dimensiones gigantescas. El diámetro es de aproximadamente 750 km.

## Descubrimiento
El cráter fue descubierto por la sonda MESSENGER de la NASA en abril de 2009.

## Formación
Se cree que se formó por el impacto de un asteroide hace aproximadamente 4000 millones de años.